# Katunetska Reka
Katunetska Reka (bulgariska: Катунецка Река) är ett vattendrag i Bulgarien.   Det ligger i regionen Lovetj, i den centrala delen av landet, 110 km nordost om huvudstaden Sofia.
Omgivningarna runt Katunetska Reka är en mosaik av jordbruksmark och naturlig växtlighet. Runt Katunetska Reka är det glesbefolkat, med 13 invånare per kvadratkilometer.